# Sumatra-Vertrag
Der zweite Sumatra-Vertrag wurde 1871 zwischen Großbritannien und den Niederlanden geschlossen. Vorausgegangen war 1824 der erste Sumatra-Vertrag, in welchem die Niederlande sich verpflichtet hatten, Aceh auf West-Sumatra nicht zu erobern, sondern selbständig zu lassen.
In diesem 2. Vertrag wurde den Niederlanden freie Hand gegeben, sich ganz Sumatra anzueignen, ohne dass  Großbritannien sich dem widersetzen würde. Als Gegenleistung verzichteten die Niederlande auf ihre kolonialen Besitzungen an der sogenannten Gold- oder Sklavenküste in Westafrika. Diese wurden dann zur britischen Kolonie und dem heutigen Ghana. In unmittelbarer Folge des 2. Sumatravertrages begannen die Niederlande 1873 mit der Eroberung von Aceh. Der schließlich zugunsten der Niederlande ausgehende Krieg dauerte fast 30 Jahre. Er kostete etwa 250.000 Menschenleben und  die ungeheure Summe von rund 50 Millionen Britischen Pfund;  er war damit einer der teuersten Kolonialkriege, die jemals geführt wurden.